# Bain de soleil

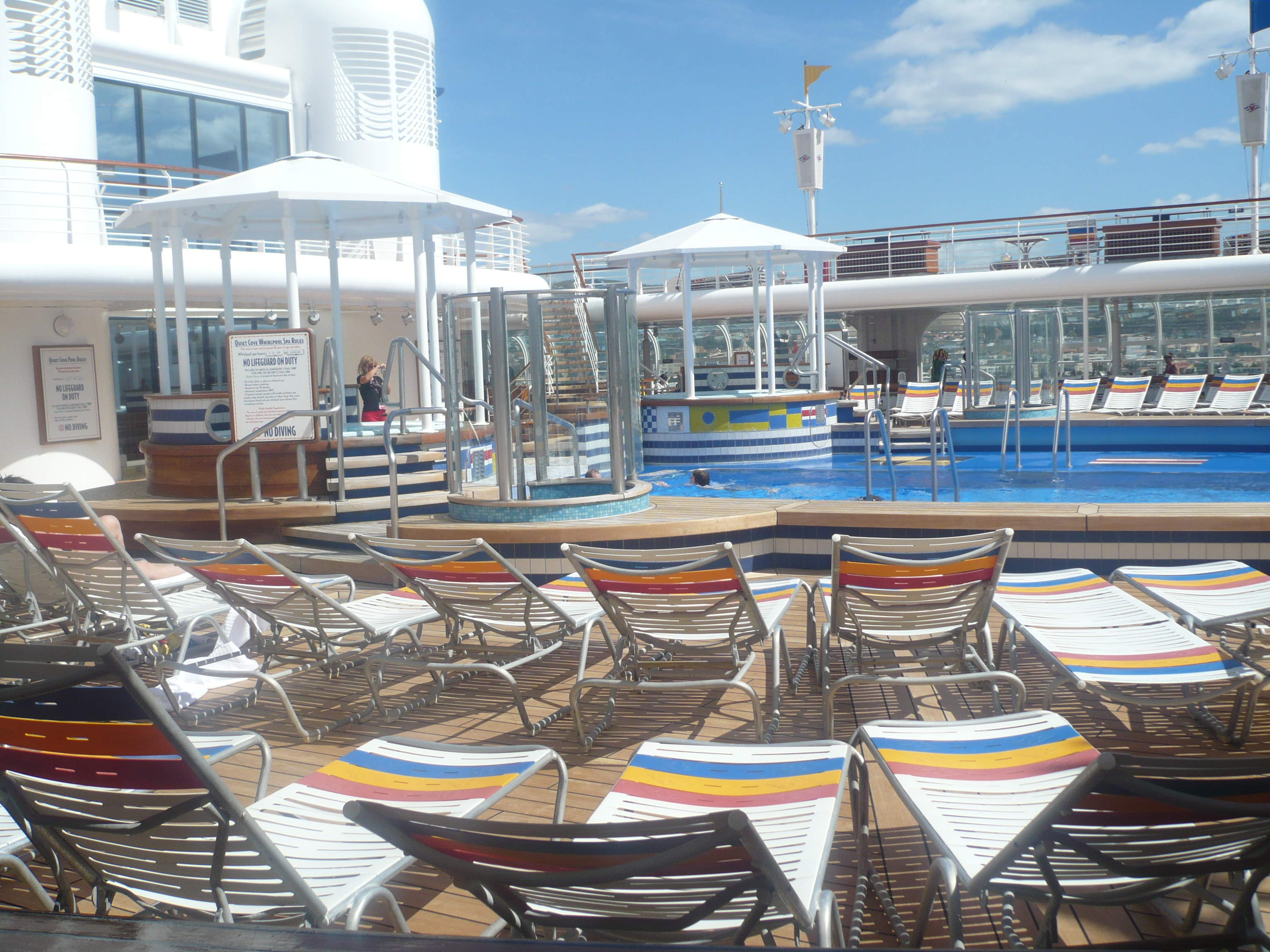
Bain de soleil au bord d'une piscine.

Un bain de soleil est un mobilier semblable à une chaise, généralement placé sur un patio, un jardin, une terrasse de piscine, ou utilisé comme mobilier d'extérieur au bord d’une plage.
Ils sont souvent construits à partir de bois, de plastique moulé ou de métal et de tissus d' extérieur. Ils ont conçu des dossiers réglables sur lesquels les gens peuvent s'allonger ou s'asseoir ( s'incliner ) tout en se relaxant. Similaire à un transat et un lit par nature, la surface arrière peut être relevée pour permettre à l'utilisateur de s'asseoir et de lire, ou elle peut être inclinée sur une surface plane pour permettre de dormir en position horizontale.

## Usage

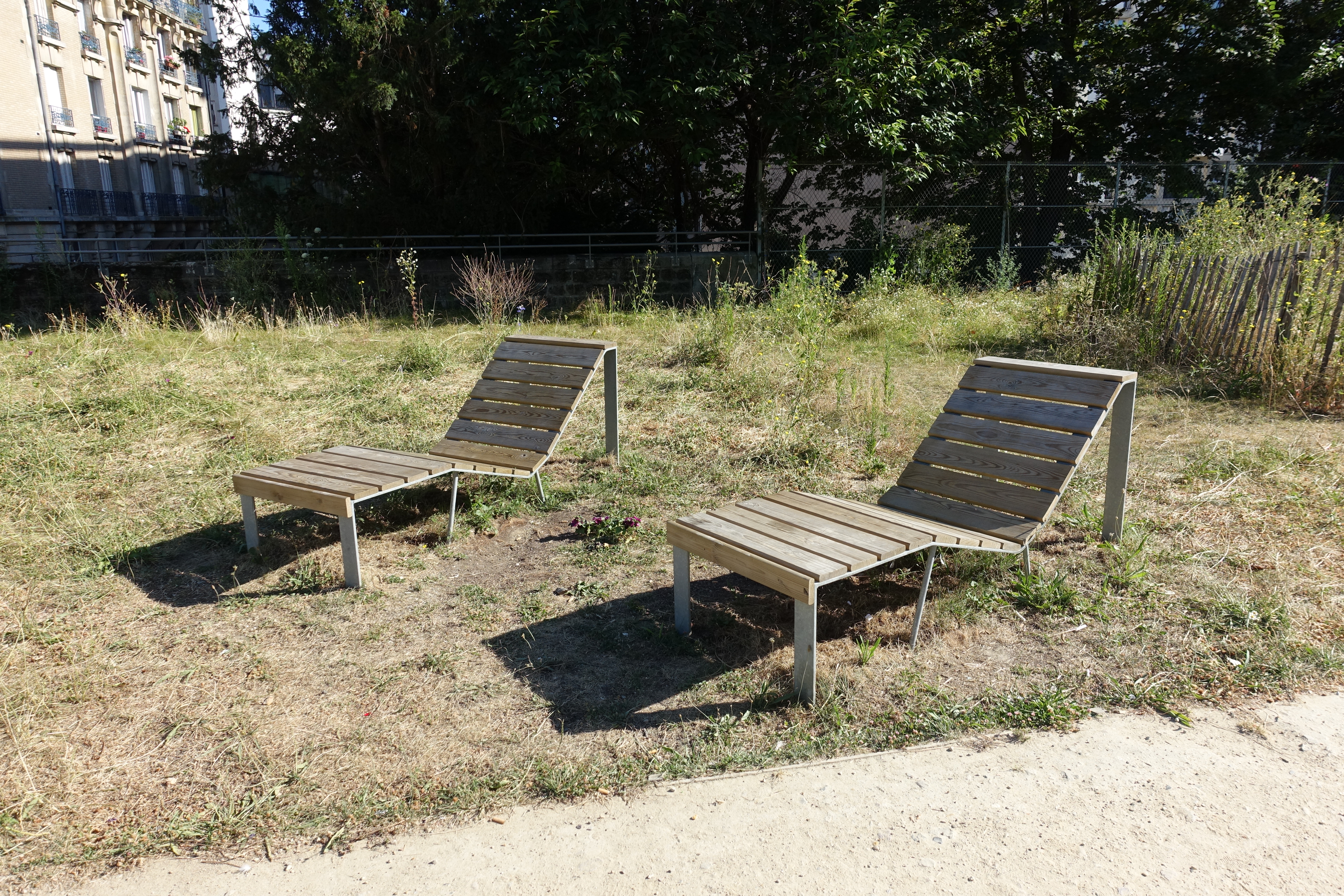
Bain de soleil installés en zone urbaine à Paris comme forme de mobilier pour piétons.

Ils sont populaires et répandus dans les stations touristiques d'Europe et près des piscines. Leur présence s’est particulièrement développée durant les années 2020 comme aménagement urbain provisoire à destination des piétons.